# Maison d'enfants de Broût-Vernet
La Maison d'enfants de Broût-Vernet située au château des Morelles à Broût-Vernet (Allier) est durant la Seconde Guerre mondiale une maison de l'Œuvre de secours aux enfants. Elle ouvre ses portes en janvier 1940. Elle accueille jusqu'à 98 enfants en même temps. La dispersion commence en août 1943. La Maison d'enfants de Broût-Vernet ferme officiellement le 10 février 1944.

## Histoire

### 1939
Un contrat de location du château des Morelles, à Broût-Vernet (Allier), est signé à l’Agence Barnier à Vichy (Allier) le 24 octobre 1939 entre le propriétaire, Monsieur Alexandre Hygonnet, et l'Œuvre de secours aux enfants. Il peut être renouvelé pour un an, et ce jusqu’à la cessation des hostilités.

### 1940
La Maison d'enfants de Broût-Vernet ouvre ses portes en janvier 1940. De février 1940 à janvier 1941, elle est dirigée par le rabbin Schneour Zalman Schneersohn, son premier directeur spirituel. C'est une maison de stricte observance religieuse. Le docteur Alexandra Bass arrive en décembre 1939 ou janvier 1940.
Sa mère Khaïa Bass et son frère Boris Bass font aussi  partie du personnel, Khaïa Bass en tant que cuisinière et Boris Bass en tant qu’ouvrier agricole. le rabbin demande à Alexandra Bass de devenir directrice.
L'équipe s'étoffe peu à peu avec l'arrivée en janvier 1940 de l’économe Joseph Cogan et de sa famille. celle de  Miriam Weichselbaum en février 1940, qui s’occupe des grandes. Ses parents la rejoignent deux mois plus tard.
La première liste  d’enfants date du 10 avril 1940. D’avril 1940 à février 1944 environ 340 enfants séjournent à Broût-Vernet pour des périodes de trois mois (ou moins) à trois ans. Ils sont 220 garçons et 120 filles arrachés aux camps d’internement du sud-ouest ou placés par leur famille. Ils sortent peu de la maison d'enfants, sauf pour aller à l’école à Broût-Vernet (au moins 230 sont scolarisés) encadrés par des éducateurs et une promenade ou pique-nique au bord de la Sioule.

### 1941
Le 30 juin, Alexandra Bass, de nationalité russe, est arrêtée par la gendarmerie d’Escurolles sur ordre du préfet par mesure administrative à la suite de la rupture du pacte germano-soviétique et doit se déclarer russe blanche et tout à fait ennemie du régime soviétique. Son frère, Boris Bass, et Joseph Cogan sont aussi arrêtés. Ils sont conduits à Vichy et relâchés à une date non connue. Khaïa Bass décède le 4 décembre à la maison d'enfants.

### 1942
En février, Henri Dybnis, d'origine russe arrive à Broût-Vernet. Il s'occupe des garçons. En juin, Adrien Zélikowski (qui sera connu après la guerre sous le nom de rabbin Adrien Guttel) prend la direction de l'institution. Il remplace le docteur Alexandra Bass. Elle reste cependant à Broût-Vernet jusqu’à la fin de la guerre
. Boris Bass est expulsé de l’Allier comme Juif étranger en septembre.

### 1943
Un état mensuel des arrivées et des départs des enfants est envoyé au commissaire spécial à Vichy. Les enfants ne sont pas des "enfants cachés ".
Le 26 mars, Miriam Weichselbaum et Henri Dybnis se marient à la mairie de Broût-Vernet. Le 19 mai, Henri Klein arrive à Broût-Vernet, il est le beau-frère du directeur, Adrien Zélikowski (Adrien Guttel). Il le remplace comme économe. La date de son départ de Broût-Vernet n'est pas connue.
En mai, Jacques Cohn devient directeur pédagogique de la Maison d'Enfants de Broût-Vernet. Il recrute Gaby Wolff, rencontrée à la boucherie cacher de Vichy.
En juin compte 94 enfants (37 filles et 57 garçons). Un mois plus tard, le total est de 98 enfants (38 filles et 60 garçons). Cependant en août 1943, commence la dispersion des enfants de la maison de Broût-Vernet. Recherché par la Gestapo, Robert Weil quitte Broût-Vernet. Le 2 novembre, Joseph Cogan, et ses deux jeunes enfants sont arrêtés puis déportés le 7 décembre de Drancy à Auschwitz par le convoi No 64.
Le réseau Garel organise le sauvetage des enfants de la maison de Broût-Vernet. La plupart trouvent refuge dans la Zone d'occupation italienne en France. Ils sont cachés dans des couvents, des pensionnats et chez des particuliers, sous des noms d'emprunt.

### 1944
La maison d'enfants de Broût-Vernet ferme officiellement le 10 février 1944. Elle est reprise, en avril de la même année, après accord du préfet, par les Quakers, "pour l’organisation d’une colonie d’enfants".
À la fermeture de la maison d'enfants de Broût-Vernet, la famille Zelikowski loue une petite maison, près de la place de la Mairie avant de se réfugier en Suisse. Parmi les anciens éducateurs, Le Dr Salomon Gluck, Boris Bass et Robert Weil sont déportés à Auschwitz. Henri Klein est fusillé le 7 juillet 1944 pour faits de résistance.

## Éducateurs
Parmi les éducateurs et le personnel encadrant, on trouve Alexandra Bass, son frère et sa mère, Joseph Cogan, Jacques Cohn, Salomon Gluck, Henri Klein, Schneour Zalman Schneersohn, Robert Weil et sa femme, Gaby Wolff, Gustave Adrien Zelikowski et sa femme.
- Ignace Amsel (1907, Hongrie-), époux de Lila Amsel
- Lila Amsel (1915-), épouse d'Ignace Amsel
- Alexandra Bass (1876, Rostov-sur-le-Don, Russie-), sœur de Boris Bass
- Boris Bass (1902, Rostov-sur-le-Don, Russie-1944, Auschwitz), frère d'Alexandra Bass, fils de Khaia Bass
- Khaia Bass (1863, Pinsk, Russie-1941, Broût-Vernet), mère d'Alexandra Bass et Boris Bass
- Charles Becker (1902-)
- Claire Becker (1910, 18e arrondissement de Paris-)
- Dora Braun Frenkel (1903, Königsberg, province de Prusse-Orientale-)
- Jeannette/Céorna Cogan (née Cohn) (1903, Iași, Roumanie-), épouse de Joseph Cogan
- Joseph Cogan (1903, Kichinev, Russie, aujourd'hui Moldavie-1944, Auschwitz), époux de Jeannette/Céorna Cogan (née Cohn)
- Jacques Cohn (1916, Strasbourg-1974, Jérusalem, Israël)
- Paula Cohn (1904, Strasbourg-)
- Henri Dibnys (1915, Proscurow, Russie-), époux de Miriam Weichselbaum
- Salomon Gluck (1914, Zurich, Suisse-1944, Lituanie ou Estonie)
- Adrienne Klein (1910, Paris-)
- Henri Klein (1914, Mulhouse, Haut-Rhin-fusillé le 7 juillet 1944 à Saint-Genest-Lerpt, Loire)
- Bluma Lichtenstein (née Schwartz) (1902, Telšiai, Lituanie-1986, Jérusalem, Israël)[9], épouse de Chiel (Yechiel) Lichtenstein, mère d'Aharon Lichtenstein
- Chiel (Yechiel) Lichtenstein (1898, Kowal, Pologne-1988, Jérusalem, Israël)[10], époux de Bluma Lichtenstein, Ph.D. (doctorat) de l'Université de Neuchâtel, et qui enseigne à Davos, en Suisse, un des fondateurs de l'École Maïmonide (Boulogne-Billancourt) en 1935, père d'Aharon Lichtenstein
- Marthe Mann (1912, Ichenhausen, Bavière-)
- Sara Schneersohn (née Levine) (1897, Empire russe-1987, New York)[11], épouse de Schneour Zalman Schneersohn
- Schneour Zalman Schneersohn (1898, Gomel, Empire russe, aujourd'hui Biélorussie-1980, Brooklyn, New York, États-Unis)
- Olynda Senecal (1916, Fleury-sur-Orne, Calvados-)
- Lima Sigmann (Siegman) (1866, Pologne-)
- Mina Singer(1920, Berlin, Allemagne-)
- Rachel Sommer (1904, Emden, Basse-Saxe, Allemagne-)
- Mina Sonnenschein
- Rachel Sonnenschein (1877, Lancut, Pologne-1943, Auschwitz), venant de Voiron, Isère, refoulée à la frontière suisse, elle est arrêtée à Annemasse et déportée par le convoi No. 62, en date du 20 novembre 1943, de Drancy vers Auschwitz
- Bernard Weichselbaum (1892, Rudnik , Pologne-1943, Auschwitz), époux de Paula Weichselbaum, père de Miriam Weichselbaum
- Miriam Weichselbaum (1920, Francfort-sur-le-Main, Allemagne-), épouse de Henri Dibnys, fille de Bernard Weichselbaum et de Paula Weichselbaum
- Paula Weichselbaum (1898, Przemysl, Pologne-1943, Auschwitz), épouse de Bernard Weichselbaum, mère de Miriam Weichselbaum
- Olga Weil Spingarn (1921, Berlin, Allemagne-1944, Auschwitz), épouse de Robert Weil
- Robert Weil (1912, Champigneulles près de Nancy-1992, Strasbourg), époux de Olga Weil Spingarn
- Gaby Wolff (1923, Strasbourg-2012, Paris), assistante sociale, jardinière d'enfants,résistante, qui aidera les enfants survivants du camp de Buchenwald et dont Elie Wiesel se souviendra avec affection.
- Gustave Adrien Zelikowski (1908-1966, Jérusalem, Israël). Après la Seconde Guerre mondiale, Adrien Zelikowski, connu maintenant comme Adrien Guttel, dirige pendant de nombreuses années l'École Yabné, au 60 Rue Claude-Bernard, dans le 5e arrondissement de Paris.
- Geneviève Zelikowski (1910, 2e arrondissement de Paris-1963[12], Paris), épouse de Gustave Adrien Zelikowski, sœur de Moshé Catane

## Les enfants de la maison Broût-Vernet
Parmi les nombreux enfants ayant séjourné à Broût-Vernet on trouve, Aharon Lichtenstein. 19 enfants sont déportés après leur séjour. Aucun n'est revenu.

## Liste des enfants juifs ayant transité par  Broût-Vernet
- Mordechay (Marc) Adamowicz (1928, Łódź, Pologne)
- Edith Affenkraut (1929, Leipzig)
- Max Ahrend (1926, Francfort-sur-le-Main, Allemagne
- Liliane (Liane, Lia) Apfel (1926, Breslau, Allemagne)
- Henriette Amsel (1937, Saint-Gervais-les-Bains)
- Michel Georges Amsel (1941)
- Bertrand Apelojg (1933, 12e arrondissement de Paris)
- Henri Arbib
- Joseph Aron (1935, Wallau, Allemagne)
- Régine Miriam Aron (1932, Wiesbaden, Allemagne)
- Salomon Aron (1934, Wallau, Allemagne)
- Anna Babic (1929, Bruxelles, Belgique)
- Berta Baczeles (1933, Autriche)
- Micheline Becker (1935, 9e arrondissement de Paris)
- Maurice Belifante (1934, Paris)
- David Isaac Belk (1927, Dąbrowa , Pologne)
- Simon Belk (1931, 11e arrondissement de Paris)
- Suzanne Belk (1932, 12e arrondissement de Paris)
- Jacques Benderski (1930, 10e arrondissement de Paris)
- Emile Claude Benichou (1936, Paris)
- Evelyne Benichou (1933)
- Marcel Benichou (1930, Oran, Algérie)
- André Berger (1926, Strasbourg)
- Marcel Berkowitz (1931, Paris)
- Samson Berkowitz (1933, 12e arrondissement de Paris)
- Norbert Bilker (1932, Vienne, Autriche)
- David Bitler (1929, Pologne)
- André Jacques Bitler (1935, Pologne)
- Jeannette Bittler (Pologne)
- Abraham Bodner (1926, Anvers, Belgique)
- Malvine Bodner (1932, Anvers, Belgique)
- Bernard Boettingheimer (1934, Adelsheim, Allemagne)
- Max Bogner (1931, Anvers, Belgique)
- Salomon Bojm (1929, Kraśnik, Pologne)
- Chaim Brafman (1931, Varsovie, Pologne)
- Nuckim Brafman (1934, Paris)
- Nathan Brecher
- Alexandre Elie Britan (1927, Berlin, Allemagne)
- René Broussky (1930, 12e arrondissement de Paris)
- Isidore (Isi) Bugajski (1928, Szczerców, Pologne)
- Léon Chapsewitz (1931, Paris)
- Albert Cogan (1941, Vichy)
- Fanny Cogan (1937, 6e arrondissement de Paris)
- Charlotte Cohn (1931, Paris)
- Berthe Cukier (1928, Varsovie, Pologne)
- Henri Cybulska
- Léon Cybulska
- Rywka Cybulska (1927, Varsovie, Pologne)
- Denise Davidovitz (1933, 20e arrondissement de Paris)
- Fernand Davidovitz (1930, 20e arrondissement de Paris)
- Maurice Davidovitz (1928, 20e arrondissement de Paris)
- Rita Dienstag (1928, Vienne, Autriche)
- Albert Ditman
- Marcel Ditman (1933, 12e arrondissement de Paris)
- Régine Dollmann (1931, Anvers, Belgique)
- Suzanne Dollmann (1937, Anvers, Belgique)
- Edmée Dreyfus (Dreyfuss) (1934)
- Eliane Dreyfus (Dreyfuss) (1933)
- Fernande Dreyfuss (1929, Strasbourg)
- Réva Dreyfus (Dreyfuss) (1927)
- Bernard Edelstein (1935)
- Antoine Einhorn
- Rose Einhorn
- Ernest Einstein (1928, Allemagne), frère jumeau de Frédéric Einstein
- Frédéric Einstein (1928, Allemagne), frère jumeau d'Ernest Einstein
- Albert David Eiseman (1928, Francfort-sur-le-Main, Allemagne)
- Esther Eisen (1928, Anvers, Belgique)
- Frida Eisen (1932, Sedzislow, Pologne)
- Rosa Eller (Tchécoslovaquie)
- Henri Elmalek
- Harry/Henri Englander (1927, Manheim, Allemagne), frère de Renée Englander, à Broût-Vernet, de juin à décembre 1940. Il sera caché au petit séminaire de Castres dirigé par Pierre-Marie Puech, évêque de Carcassonne après la guerre (Juste parmi les nations). Son père, Jacob Englander (1893,  Brzesko, Pologne-1944), arrêté sur dénonciation à Castelnaudary (Aude) est déporté par le convoi no. 68, en date du 18 février 1944, de Drancy vers Auschwitz[13]
- Renée Englander (1936, Paris), sœur d'Harry/Henri Englander[13],[14]

- Fredy Fefer (Feffer) (1929, Gaszel Cassel?, Allemagne)
- Rylka/ Rifka Felman (1934, Łódź, Pologne)
- Salomon/Szalom Felman (1931, Łódź, Pologne)
- Fanny Felsenburg (1931, Vienne, Autriche)
- Rosi Felsenburg (1927, Vienne, Autriche)
- Simon Felsenburg (1928, Vienne, Autriche)
- Friedel Feueur (1930, Bad Kreuznach, Allemagne)
- Sabina Sobme Feueur (1928, Bad Kreuznach, Allemagne)
- Betty Fisler (1928, Iași, Roumanie)
- Emmanuel Fixman-Knout (1935)
- David Fogel (1930, Anvers, Belgique)
- Herman Fogel (1934, Anvers, Belgique)
- Charles Fogielman (1935, Paris)
- Jean Fogielman (1937, Paris)
- Samuel Fogielman (1933, Paris)
- Albert Fraenkel (1929, Mayence, Allemagne)
- Marcus Fraenkel (1926, Mayence, Allemagne)
- Françoise Fried(owa) (1931, Prague, Tchécoslovaquie)
- Charles (Karl) Friedmann (1931, Anvers, Belgique), frère de 'Guillaume Friedmann
- Clara Friedmann (1930, Bergherank, Hongrie)
- Guillaume Friedmann (1928, Nagydobranny (Velyka Dobron), Hongrie, aujourd'hui en Ukraine), frère de Charles (Karl) Friedmann
- Lolo (Lollo) Friedmann (1927, Dusseldorf, Allemagne)
- Salomon Friedmann (1938, Anvers, Belgique)
- Claude Fulop (1935, Lille)
- Roland Fulop (1932, Lille)
- Manfred Furst (1930, Berlin, Allemagne)
- Oscar Furst (1935, Berlin, Allemagne)
- Simon Gerstenkorn (1929, Tel Aviv, Palestine mandataire)
- Salomon Gicht (1927, 4e arrondissement de Paris)
- Salomon Gilbl
- Lisa Glauberg (1929, Francfort-sur-le-Main, Allemagne)
- Cécile Goldberg (1926, 12e arrondissement de Paris)
- Gilberte Goldberg
- Henri Goldberg (1930, 12e arrondissement de Paris)
- Régine Goldberg (1930, Paris)
- Henri Goldfarb (1930, 12e arrondissement de Paris)
- Adela Goldkranz (1928, Anvers, Belgique)
- Madeleine Goldschmidt (1934, Paris)
- Esther Goldstein (1930, Anvers, Belgique)
- Samuel Grabski (1931, Anvers, Belgique)
- Denise Graff (1931, Paris)
- Charlotte Grunfeld (1928, Berlin, Allemagne)
- Joachim Grunfeld (1931, Berlin)
- Régine Grynwald (1932, Nancy)
- Salomon Grynwald (1935, Nancy)
- Max Gunzig (1930, Anvers, Belgique)
- Meier Gutfrajnd
- Alfred Haber (1929, Wurzbourg, Allemagne)
- Juda Halfen (1930, Roumanie)
- Céline Hambourg (1931, Seraing, Belgique)
- Rachel Heitner (1927)
- Maurice Herbstmann (1937, Strasbourg)
- Norber Herz (1931, Berlin, Allemagne)
- David Herzaft/Herzblat (1924, Vienne, Autriche)
- Hilda Herzkovitz (1928, Michałowice , Pologne)
- Otto Herzkovitz (1931, Anvers, Belgique)
- Joseph Hilsenrath (1930, Bad Kreuznach, Allemagne)
- Susi Hilsenrath (1929, Bad Kreuznach, Allemagne)
- Anselme Hirsch (1927, Rödelheim, Allemagne)
- Benjamin Hirsch (1921, Francfort-sur-le-Main, Allemagne), survivant, vivant à Atlanta, États-Unis[15]
- Flora Hirsch (1925, Allemagne)
- Gustel/Gustl Hirsch (1929, Allemagne)
- Jacques/Jacob Hirsch (1930, Rödelheim, Allemagne)
- Betty Hirschhorn (1928, Vienne, Autriche)
- Simon Hirschhorn (1927, Vienne, Autriche)
- Léon Holinski (1931, Francfort-sur-le-Main, Allemagne)
- Willi Holinski (1930, Francfort-sur-le-Main, Allemagne)
- Fanny Horowicz (1932, Paris)
- Léon Horowitz (1929, Berlin, Allemagne)
- Marcus Horowitz (1930, Anvers, Belgique)
- Meno Horowitz (1929, Vienne, Autriche)
- Raphaël Horowitz (1927, Strasbourg)
- Daniel Ickowicz (1934, Bruxelles, Belgique)
- Margot/Marcha Jankielewicz (1927, Mlawa, Pologne)
- Berthe Janowski (1935, Paris)
- David Jekowicz (1931, Pologne)
- Simon Jober (1929, Pologne)
- Charles Joffe (1936, Paris)
- Rosa Joffe (1928, Paris)
- Joseph Jung (1926, Beregszasz (Berehove), Tchécoslovaquie, aujourd'hui Ukraine)
- Juliana Jung (1929, Beregszasz (Berehove), Tchécoslovaquie, aujourd'hui Ukraine)
- Annette Kalisz (1933, Pologne)
- Helga Kallmansohn (1928, Potsdam, Allemagne)
- Alex Katz (1937, Tchécoslovaquie)
- Carry Katz (1936, Francfort-sur-le-Main, Allemagne)
- Ester Katz (1930, Allemagne)
- Marcus/Maurice Katz (1935, Tchécoslovaquie)
- Laje/Loje/Léa Katz (1926, Tchécoslovaquie)
- Salomon Katz (1933, Allemagne)
- Jacob Kiel/Keil (1927, Berlin, Allemagne)
- Selman Kirchenbaum
- Arthur Kisner (1932, Vienne, Autriche)
- Henny Kisner (1930, Vienne, Autriche)
- Hans Kleinman (1926, Baden-Baden, Allemagne)
- Léo Kolinski (1931, Francfort-sur-le-Main, Allemagne)
- Willy Kolinski (1930, Francfort-sur-le-Main, Allemagne)
- Lucie Konig (1926, Furth , Allemagne)
- Ruth Konig (1927, Furth , Allemagne)
- Isaac/Isy Korn (1929, Luxembourg)
- Manfred Kreitstein (1927)
- Elie Knout, fils de David Knout[16]
- Henri Kuflik (1926, Cologne, Allemagne)
- Ida Kuflik (1928, Cologne, Allemagne)
- Elie Kulberg (1933, 12e arrondissement de Paris), frère jumeau de Marcel Kulberg
- Frida  Kulberg (1938, Paris)
- Marcel Kulberg (1933, 12e arrondissement de Paris), frère jumeau de Elie Kulberg
- Maurice Kulberg (1937, Paris)
- Jeannette Kuppermann
- Alex Lazar (1934, Anvers, Belgique)
- Catherine/Katrin Lazar (1932, Anvers, Belgique)
- Nicolas Lazar (1932, Roumanie)
- Jonas Lehrmann (1928, Stuttgart, Allemagne)
- Léon Lehrmann (1930, Stuttgart, Allemagne)
- Samuel Leisrner (1935)
- Adolphe Leon (1929, Berlin, Allemagne)
- Adolph Leri
- Rachel Levin (1928, Varsovie, Pologne)
- Frida Lichtenstein (1931, 18e arrondissement de Paris)
- Léon Lichtenstein (1933, 6e arrondissement de Paris)
- Aharon Lichtenstein (1933, 12e arrondissement de Paris-2015, Israël), inscrit sous le nom de Aaron Lichtenstejn. En 1940, sa famille reçoit des visas pour les États-Unis du vice-consul américain à Marseille, Hiram Bingham IV. Aharon Lichtenstein grandit aux États-Unis où sa famille s’était réfugiée dès 1941[17]. Il étudie avec le rabbin Joseph B. Soloveitchik à l'université Yeshiva et reçoit son diplôme en 1959[18]. Lichtenstein obtient un doctorat en littérature anglaise de l’université Harvard[18], sous la tutelle de Douglas Bush[19]. En 1960, Aharon Lichtenstein épouse la docteure Tovah Soloveitchik, fille du rabbin Joseph B. Soloveitchik. Le couple a six enfants[20]. Il est considéré comme un maître du judaïsme orthodoxe moderne[21].
- Chochana Lichtenstejn (Lichtenstein)  (1931, 12e arrondissement de Paris-2019, Jérusalem, Israël)[22], sœur de Aharon Lichtenstein et d'Hadassa Lichtenstejn (Lichtenstein)
- Hadassa Lichtenstejn (Lichtenstein)  (1935, 12e arrondissement de Paris) (épouse Kleinman[23]), sœur de Aharon Lichtenstein et de Chochana Lichtenstejn (Lichtenstein)
- Abraham Lipschitz
- Isaac Lipszyc (1932, Lille)
- David Lipszyc (1937, Strasbourg)
- Samuel  Lipszyc (1935, Strasbourg)
- Adolf Loew/Liw (1929, Berlin, Allemagne)
- Herman Luberman (1930)
- Joseph Luberman (1927)
- Rachel Luberman (1928)
- Fanny/Frajdla Majerowicz (1931, Mlawa, Pologne)
- Léon/Eliezer Majerowicz (1927, Mlawa, Pologne)
- Zoei Majerowicz (1929, Mlawa, Pologne)
- Simon Malz (1934, Sarrebruck, Allemagne)
- Simon Magnichewer (1933, 12e arrondissement de Paris)
- Hélène Mandel (1929, Anvers, Belgique)
- Marcel Marcovici (1930, 10e arrondissement de Paris)
- Pauline  Marcovici (1928, 12e arrondissement de Paris)
- Aron Marcus (1929)
- Alexandre Mendelsohn (1926, Mattersburg, Autriche)
- Ernest Mendelsohn (1928, Mattersburg, Autriche)
- Karl/Charles Mendelsohn (1929, Mattersburg, Autriche)
- Paul Mendelsohn (1930, Mattersburg, Autriche)
- Léon Mohrer (1927, Ulanów, Pologne)
- Léa Dora/Lili Nachmann (1935, Paris)
- Sara/Suzanne Nachmann (1928, Varsovie, Pologne)
- Charlotte Nappe (1930, Vienne, Autriche)
- Sonia Nappe (1928, Vienne, Autriche)
- Max Ornstein (1928, Hagen )
- Israël Ozarowicz (1932, Bruxelles, Belgique)
- Maurice Ozarowicz (1934, Bruxelles, Belgique)
- Gertrude Pfifferling (1927, Francfort-sur-le-Main, Allemagne)
- Salomon Pflanzer (1938, Manheim, Allemagne)
- Alfred Pollak (1927, Vienne, Autriche)
- Isaac/Izi Reicher (1928, Anvers, Belgique)
- Max/Elimelech Reicher (1930, Anvers, Belgique)
- Jacques Reiss
- Jacques Rodoi (1928, Vienne, Autriche)
- Isaac Rosemberg (1931, Anvers, Belgique)
- Samuel Rosemberg (1933)
- Annette Rosen (1931, Paris)
- Renée Rosen (1933, Paris)
- Freddy Rosenbaum (1937, Anvers, Belgique)
- Isaac Rosenbaum (1929, Varsovie, Pologne)
- Herbert Rosenbaum (1936, Anvers, Belgique)

## Enfants déportés après leur séjour à Broût-Vernet

### Convoi no. 26 du 31 août 1942
- Fernand Davidovitz (12 ans) (1930, 19e arrondissement de Paris-1942, Auschwitz)
- Maurice Davidovitz (14 ans) (1928, 12e arrondissement de Paris-1942, Auschwitz)

Les deux frères sont déportés avec leur père, Jacob Davidovitz (45 ans), leur mère, Hendla Davidovitz (48 ans), et leur frère, David Davidowitz (18 ans)

### Convoi no. 27 du 2 septembre 1942
- Cécile Goldberg (13 ans) (1926, 12e arrondissement de Paris-1942, Auschwitz)

Sa mère, Frajdla Goldberg (37 ans) est déportée par le convoi No. 13, en date du 31 juillet 1942

### Convoi no. 28 du 4 septembre 1942
- Alexandre Mendelsohn (15 ans) (1926, Mattersburg, Autriche-1942, Auschwitz)
- Charles Mendelsohn (13 ans) (1929, Mattersburg, Autriche-1942, Auschwitz)
- Ernst Mendelsohn (14 ans) (1928, Mattersburg, Autriche-1942, Auschwitz)
- Paul Mendelsohn (12 ans) (1930, Mattersburg, Autriche-1942, Auschwitz)

Les quatre frères sont déportés avec leur père, Salomon Mendelsohn (49 ans), leur mère, Yolande Mendelsohn (49 ans), et leur frère, Henri Mendelsohn (17 ans)

### Convoi no. 31 du 11 septembre 1942
- Isaac Reicher (13 ans) (1929, Cracovie, Pologne-1942, Auschwitz)
- Max Reicher (12 ans) (1930, Cracovie, Pologne-1942-Auschwitz)

Les deux frères sont déportés avec leur père, Mendel Reicher (53 ans), leur mère, Liba Reicher (49 ans), leur frère, Moses Reicher (14 ans)

### Convoi no. 37 du 25 septembre 1942
- Marcel Marcovici (12 ans) (1930, 10e arrondissement de Paris-1942, Auschwitz)
- Pauline Marcovici (14 ans) (1928, 12e arrondissement de Paris-1942, Auschwitz)

Le frère et la sœur sont déportés avec leur père, Jancu Marcovici (61 ans), leur mère, Pepi Marcovici (54 ans). Leur frère, Adolf Marcovici (21 ans) est déporté par le convoi no. 1, en date du 27 mars 1942

### Convoi no. 60 du 7 octobre 1943
- David Belk (16 ans) (1927, Dąbrowa , Pologne-1943, Auschwitz)

Son frère, Simon Belk (12 ans) est déporté par le convoi no. 71, en date du 13 avril 1944

### Convoi no. 64 du 7 décembre 1943
- Fanny Horowicz (11 ans) (1932, 12e arrondissement de Paris, 1943, Auschwitz)

Elle est déportée avec son père, David Horowicz (39 ans), sa mère, Szyka Horowicz (53 ans), et son frère, Marcel Horowicz (13 ans)

### Convoi no. 67 du 3 février 1944
- Régine (Regina) Goldberg (13 ans) (1930, 12e arrondissement de Paris-1944, Auschwitz)

Son père, Chaim Goldberg (51 ans), et son frère, Hendrick Goldberg (20 ans), sont déportés par le convoi no. 40, en date du 4 novembre 1942

### Convoi no. 71 du 13 avril 1944
- Simon Belk (12 ans) (1931, 12e arrondissement de Paris-1944, Auschwitz)
- Isidore (Isi) Bugajski (15 ans) (1928, Szczerców, Pologne-1944, Auschwitz)

Sa mère, Marie Bugajski (47 ans), et son frère, Abraham Bugajski (19 ans) sont déportés dans ce même convoi. Ils étaient dans la maison d'enfance de La Martellière, Voiron (Isère),,,,, dirigée par le grand-rabbin Schneour Zalman Schneersohn. Le père, Herszlik Bugajski (49 ans), interné au camp de Rivesaltes (Pyrénées-Orientales) est déporté par le convoi no. 19, en date du 14 août 1942
- Herman Teitelbaum (10 ans) (1933, Anvers, Belgique-1944, Auschwitz

Son père, Jankiel Teitelbaum (42 ans) est déporté par le convoi no. 27, en date du 2 septembre 1942. Sa mère, Sefa Teitelbaum (43 ans), sa sœur, Gabrielle Teitelbaum (16 ans), et son frère, Maurice Teitelbaum (14 ans), sont déportés par le convoi no. 72, en date du 29 avril 1944. Son frère, Max Teitelbaum (12 ans) est déporté dans le convoi no. 71

### Convoi no. 72 du 29 avril 1944
- Arthur Kisner (11 ans) 1932, Vienne, Autriche-1944, Auschwitz)
- Henny Kisner (13 ans) (1930, Vienne, Autriche-1944, Auschwitz)

Leur mère, Toni Kisner (36 ans) est déportée par le convoi no. 31, en date du 11 septembre 1942